# IC 1484
IC 1484 је спирална галаксија у сазвјежђу Пегаз која се налази на листи објеката дубоког неба у Индекс каталогу.
Деклинација објекта је + 11° 23' 6" а ректасцензија 23h 22m 39,9s. Привидна величина (магнитуда) објекта IC 1484 износи 17,0 а фотографска магнитуда 17,8. IC 1484 је још познат и под ознакама NPM1G +11.0569, PGC 1392792.